# Tamerza
Tamerza (arabisch تمغزة, DMG Tamaġza; Zentralatlas-Tamazight ⵜⴰⵎⵖⵣⴰ Tameɣza, auch Tameghza) ist eine tunesische Bergoase nahe der Grenze zu Algerien, nordwestlich von Tozeur.
Sie liegt in den Bergen des Djebel En Negueb, einem südöstlichen Ausläufer des Aurès und Teil des Atlas-Gebirges. In der Nähe finden sich weitere Bergoasen: Chebika im Südosten und Mides im Norden. Unmittelbar nördlich liegt der 800 m lange Tamerza-See.
Die Oase lockt viele Touristen an, die im Rahmen von Tagestouren durch Südtunesien hier einen Stopp einlegen.

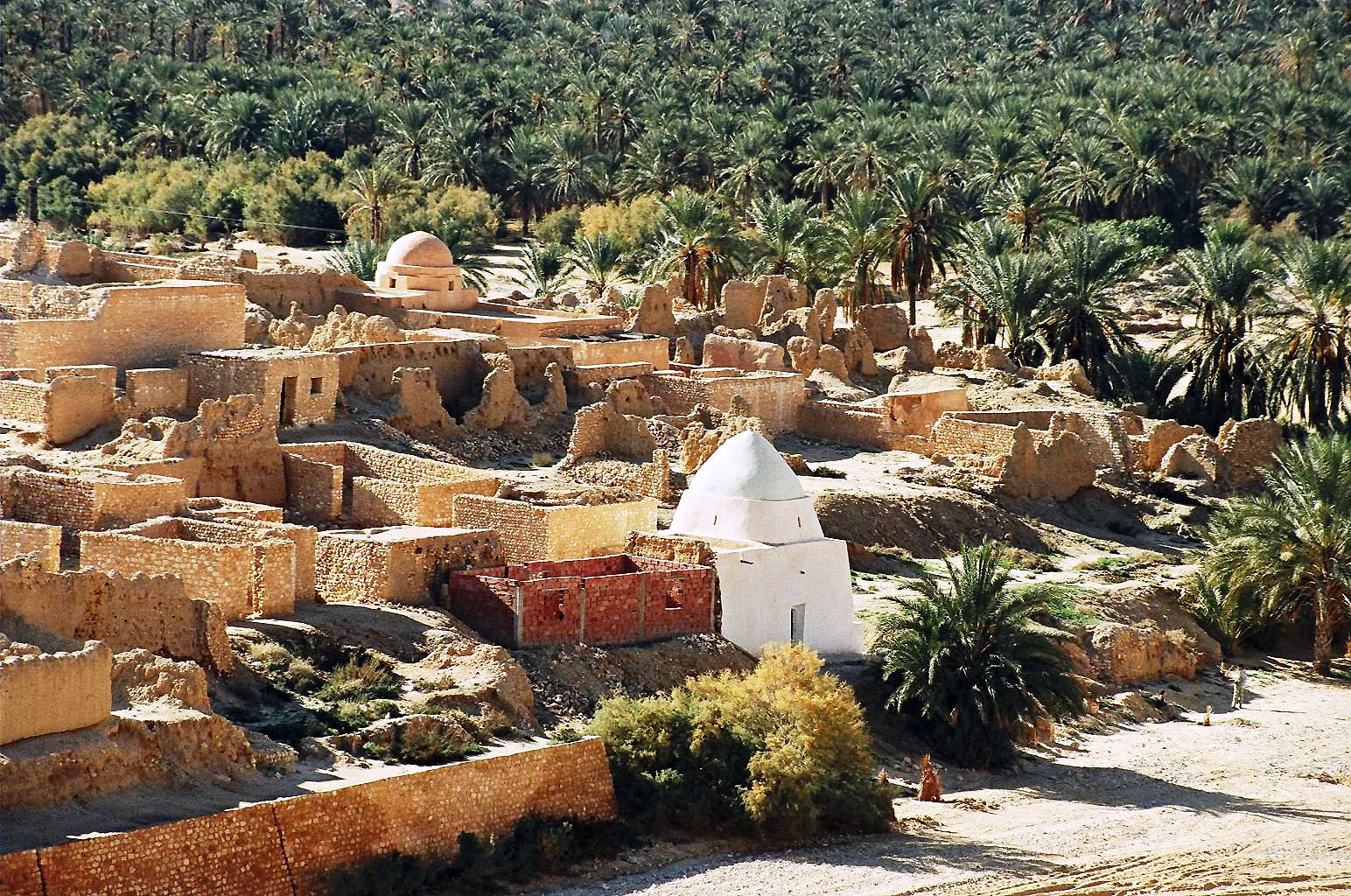
Das alte, zerstörte Dorf, 2006

Der Ort war bereits im Altertum als römischer Vorposten (″Tripolitanus Ad Torres″) bekannt und war Teil des nordafrikanischen Limes.
1969 wurde das alte Dorf nach schweren Regenfällen durch das Hochwasser eines Flusses zerstört.
Am 11. Februar 1995 wurden in der Nähe sechs tunesische Grenzbeamte umgebracht, wahrscheinlich von einem Kommando einer islamistischen Gruppierung (GIA) aus Algerien.
Die Straße P16 verbindet den Ort mit Chebika im Süden.